# Ligeti Vilma
Ligeti Vilma (Ungvár, 1912. július 1. – Budapest, 1982. szeptember 13.) magyar írónő, zenetanár. 

## Élete
Apja nyomdász volt. A budapesti Zeneművészeti Főiskolán zongoratanári oklevelet szerzett, majd Kiskunhalason zenetanárként dolgozott. 1937-ben Franciaországba került, ahol zongoratanár volt, de cikkeket is írt. A második világháború alatt részt vett a francia ellenállási mozgalomban, a nőmozgalom illegális lapját szerkesztette. 1947-ben visszatért Magyarországra. 1947 és 1952 között különböző kulturális és külügyi állásokat látott el, később csak írásaiból élt. 1961-tól 1964-ig tanulmányúton volt Indiában és tapasztalataiból több könyvet is írt.

## Főbb művei
- Hazatérés (színmű, Budapest, 1948)
- Daloló holnapok (színmű, Budapest, 1949)
- Ének a Tiszaparton (regény, Budapest, 1951)
- A Horthy korszak rövid önéletrajza (publicisztikai írások, Budapest, 1953)
- Aranyköd (regény, Budapest, 1957)
- Siva árnyékában (Budapest, 1966)
- A Gangesz partján (Budapest, 1969)
- Indiai arcképek (Budapest, 1977)